# Teatro nazionale croato di Zagabria
Il Teatro nazionale croato di Zagabria (in croato Hrvatsko narodno kazalište u Zagrebu, abbreviato in HNK Zagreb) è un teatro d'opera situato in piazza della Repubblica di Croazia a Zagabria.
Altri teatri nazionali croati sono presenti a Fiume, Osijek, Spalato, Varaždin e Zara.

## Storia
Il primo teatro di Zagabria venne realizzato nel 1836 presso il palazzo del vecchio municipio; il Teatro nazionale croato venne fondato nel 1860 e, dall'anno successivo, ottenne i finanziamenti statali in modo da essere alla pari con altri teatri nazionali europei. Nel 1870 fu istituita una compagnia operistica, che nel 1895 si trasferì nell'attuale edificio realizzato in quella che all'epoca era chiamata piazza dell'Università (Sveučilišni trg), in seguito ribattezzata piazza Maresciallo Tito e dal 2017 piazza della Repubblica di Croazia.
L'imperatore austro-ungarico Francesco Giuseppe partecipò alla cerimonia di inaugurazione del 14 ottobre 1895, durante la quale vennero suonate le musiche di Ivan Zajc.
Il palazzo venne progettato dagli architetti viennesi Ferdinand Fellner e Herman Helmer, noti per aver realizzato altri teatri nella capitale austriaca, tra cui il Burgtheater.
Il 14 ottobre 1995 si è celebrato il 100º anniversario del teatro.
All'entrata del teatro si trova la fontana chiamata Il pozzo della vita (Zdenac života), realizzata nel 1905 dall'artista Ivan Meštrović.
Molti artisti croati hanno lavorato presso il teatro, tra cui il poeta Dimitrija Demeter (primo direttore del teatro e drammaturgo) e Ivan Zajc (primo direttore d'orchestra), seguito da Jakov Gotovac dal 1923 al 1958. Il direttore Branko Gavella iniziò la sua carriera qui, così come la prima ballerina Mia Čorak Slavenska.
Il teatro ha ospitato le esibizioni di numerosi artisti internazionali, tra cui Franz Liszt, Sarah Bernhardt, Franz Lehár, Richard Strauss, Gerard Philipe, Vivien Leigh, Laurence Olivier, Jean-Louis Barrault, Peter Brook, Mario Del Monaco, José Carreras.